# ولنو
ولنو (به لاتین: Velenov) یک ناحیه در جمهوری چک است که در Blansko District واقع شده‌است.

## خصوصیات
ولنو ۷٫۵۳ کیلومترمربع مساحت و ۲۲۱ نفر جمعیت دارد و ۵۶۰ متر بالاتر از سطح دریا واقع شده‌است.